# Chileuma
Chileuma is een geslacht van spinnen uit de  familie van de Prodidomidae.

## Soorten
- Chileuma paposo Platnick, Shadab & Sorkin, 2005
- Chileuma renca Platnick, Shadab & Sorkin, 2005
- Chileuma serena Platnick, Shadab & Sorkin, 2005